# 開戦に関する条約
開戦に関する条約（かいせんにかんするじょうやく）とは、1907年10月18日にハーグで署名された宣戦布告に関する条約である。

## 概要
全8条から成るが、主要な条項は、開戦に先立ち相手国に宣戦布告を行う義務を定めた第1条と、中立国に対し戦争状態の通告を行うことを定めた第2条の2つである。第3条には総加入条項が付与されている。
第1条
締約国は理由を付したる開戦宣言の形式、または条件付開戦宣言を含む最後通牒の形式を有する、明瞭かつ事前の通告なくして、其の相互間に戦争(hostility)を開始すべからざることを承認す。
第2条
戦争状態は遅滞なく中立国に通告すべく、通告受領の後に非ざれば該国に対し其の効果を生ぜざるものとす。該通告は、電報を以って之を為すことを得。但し、中立国が実際戦争状態を知りたること確実なるときは、該中立国は通告の欠缺を主張することを得ず。
第3条
本条約第一条は締約国中の二国又は数国間の戦争の場合に効力を有するものとす。第二条は締約国たる一交戦国と均しく締約国たる諸中立国の関係に付拘束力を有す。

## 成立

### 日本の批准と発効
この条約は、ハーグ陸戦条約の改定（1907年10月18日）と同じ日に署名された。
- 1907年10月18日、署名（ハーグにおいて）
- 1910年1月26日、効力発生
- 1911年11月6日、日本批准
- 1911年12月13日、日本の批准書寄託
- 1912年1月13日、日本における公布
- 1912年2月11日、日本について効力発生

## 各国批准状況
（1962年1月5日外務省調べ）
| 国名               | 批准書寄託日   |                       |
| オーストラリア     | 1909年11月27日 |                       |
| オーストリア       | 1909年11月27日 |                       |
| ベルギー           | 1910年8月8日   |                       |
| ボリヴィア         | 1909年11月27日 |                       |
| ブラジル           | 1914年1月5日   |                       |
| カナダ             | 1909年11月22日 |                       |
| セイロン           | 1909年11月22日 |                       |
| 中国               | 1910年1月15日  | （加入書寄託日）      |
| デンマーク         | 1909年11月27日 |                       |
| エル・サルヴァドル | 1909年11月27日 |                       |
| エティオピア       | 1935年8月5日   | （加入書寄託日）      |
| フィンランド       | 1922年6月9日   | （加入書寄託日）      |
| フランス           | 1910年10月7日  |                       |
| ドイツ             | 1909年11月27日 |                       |
| グァテマラ         | 1911年3月15日  |                       |
| ハイティ           | 1910年2月2日   |                       |
| ハンガリー         | 1909年11月27日 |                       |
| インド             | 1909年11月27日 |                       |
| アイルランド       | 1909年11月27日 |                       |
| 日本               | 1911年12月13日 |                       |
| ラオス             | 1910年10月7日  |                       |
| リベリア           | 1914年2月4日   | （加入書寄託日）      |
| ルクセンブルク     | 1912年9月5日   |                       |
| メキシコ           | 1909年11月27日 |                       |
| オランダ           | 1909年11月27日 |                       |
| ニュー・ジーランド | 1909年11月27日 |                       |
| ニカラグァ         | 1909年12月16日 | （加入書寄託日）      |
| ノルウェー         | 1910年9月19日  |                       |
| パキスタン         | 1909年11月27日 |                       |
| パナマ             | 1911年9月11日  |                       |
| フィリピン         | 1909年11月27日 |                       |
| ポーランド         | 1922年5月26日  | （加入書寄託日）      |
| ポルトガル         | 1911年4月13日  |                       |
| ルーマニア         | 1912年3月1日   |                       |
| スペイン           | 1913年3月18日  |                       |
| スウェーデン       | 1909年11月27日 |                       |
| スイス             | 1910年5月12日  |                       |
| タイ               | 1910年3月12日  |                       |
| 南アフリカ共和国   | 1909年11月27日 | （※当時は連合王国）   |
| ソヴィエト連邦     | 1909年11月27日 | （※当時はロシア帝国） |
| イギリス           | 1909年11月27日 |                       |
| アメリカ合衆国     | 1909年11月27日 |                       |
| ------------------ | -------------- | --------------------- |